# Eric Knittel
Eric Knittel (Berlín Oeste, 20 de abril de 1983) es un deportista alemán que compitió en remo.
Ganó una medalla de oro en el Campeonato Mundial de Remo de 2009 y una medalla de  en el Campeonato Europeo de Remo de 2007, ambas en la prueba de doble scull.

## Palmarés internacional
| Campeonato Mundial | Campeonato Mundial | Campeonato Mundial | Campeonato Mundial |
| Año                | Lugar              | Medalla            | Prueba             |
| ------------------ | ------------------ | ------------------ | ------------------ |
| 2009               | Poznań (Polonia)   | Medalla de oro     | Doble scull        |
| Campeonato Europeo |                    |                    |                    |
| Año                | Lugar              | Medalla            | Prueba             |
| 2007               | Poznań (Polonia)   | Medalla de bronce  | Doble scull        |